# George W. F. Hallgarten
George Wolfgang Felix Hallgarten (zuerst Wolfgang Hallgarten, * 3. Januar 1901 in München; † 22. Mai 1975 in Washington, D.C.) war ein deutschstämmiger US-amerikanischer Historiker.

## Leben
Wolfgang Hallgarten entstammte einer deutsch-jüdischen Familie, die sich im 19. Jahrhundert in den USA niedergelassen hatte. Der Urgroßvater Lazarus Hallgarten (gest. 1875) hatte nach der erfolgreichen Gründung des Bankhauses L. Hallgarten & Co. seine Familie 1851 nach New York geholt. Dessen Sohn Charles Hallgarten kehrte 1875 nach Europa zurück. In München wurde Wolfgang Hallgarten, der sich nach seiner Emigration George W. Hallgarten nannte, als Sohn von Robert Hallgarten und Constanze Hallgarten geboren. 1905 folgte die Geburt seines jüngeren Bruders Richard Hallgarten. Wolfgang war am Wilhelmsgymnasium München (Abitur 1919) Klassenkamerad von Heinrich Himmler, worüber er später mehrfach berichtete. Anschließend studierte er Geschichte, zuerst in München, dann in Heidelberg bei Erich Marcks und Hermann Oncken, Nationalökonomie bzw. Soziologie bei Alfred Weber, Emil Lederer und Max Weber, der ihn stark beeindruckte. In Heidelberg stand er dem sozialdemokratischen Kreis um Carlo Mierendorff und Theodor Haubach nahe, in München zusammen mit Michael Freund dem Kartell republikanischer Studenten Deutschlands und Österreichs.
Nach der Promotion 1925 bei Hermann Oncken über die „deutsche Polenfreundschaft“ 1848 lehrte Hallgarten noch im selben Jahr am Hamburger Institut für Auswärtige Politik. Anschließend konnte er jedoch keine Stelle an einer deutschen Universität mehr finden, lebte vom Familienvermögen und arbeitete dann bis 1933 an seinem ersten Hauptwerk „Vorkriegsimperialismus“, das unter dem Einfluss von Eckart Kehr stand. Die Nationalsozialisten verhinderten eine Veröffentlichung des Werks, so dass es vollständig erst 1951 in Deutschland erscheinen konnte. Im Vorwort zu diesem Werk bekannte er sich dazu, dass sein geistiger Standort ein Protest gegen den Irrationalismus der Deutschnationalen und der Nationalsozialisten in den späten 1920er Jahren sei. Für das Werk habe er bürgerlich-rationale und marxistische Literatur in gleich fruchtbarer Weise ausgewertet. Dieses Hauptwerk Hallgartens befasste sich auf eine damals innovative Weise mit der Kriegsschuldfrage des Ersten Weltkrieges, indem er das Zusammenspiel von Innenpolitik und Außenpolitik des Deutschen Reiches vor 1914 untersuchte. Während der Endphase des Werkes führte Hallgarten 1930–1933 einen intensiven und teilweise veröffentlichten Briefwechsel (→Literatur) mit dem ihm in der Imperialismus-Analyse verbundenen Historiker Eckart Kehr, dem er auch sein Imperialismus-Buch widmete.
Im August 1933 musste Hallgarten Deutschland verlassen, da ihm die nationalsozialistische Verfolgung „aus politischen und rassischen Gründen“ drohte. Er folgte seiner als Pazifistin bedrohten Mutter nach Paris, zumal er im NS-Staat keinerlei Karrierechancen mehr hatte. Als protestantischer Christ erzogen, erkannte er seine Gefährdung durch die jüdische Abstammung damals noch nicht, sah sich eher politisch verfolgt. In Paris wurde er 1935 Lektor an der École des Hautes Études Sociales et Internationales. Im selben Jahr war er auch Mitbegründer der Freien Deutschen Hochschule in Paris und dort in der Volksfront-Bewegung aktiv. 1936 verkündeten die Nationalsozialisten seine Ausbürgerung. Von Ende 1935 bis März 1937 emigrierte Hallgarten über England (wo er im Britischen Museum an seinen Forschungen arbeitete), die Schweiz und Holland in die USA, wo er zuerst 1938 als Dozent am Brooklyn College der City University of New York eine Anstellung fand. 1940/41 konnte er als Forschungsassistent für Geschichte an der University of California in Berkeley arbeiten. 1941 heiratete er die Amerikanerin Katherine MacArthur Drew. Zu seinen besten Freunden in den USA gehörte der bereits 1932 emigrierte Historiker Alfred Vagts.
Als Soldat in der US Army kehrte Hallgarten schon 1942–1945 nach Europa zurück, allerdings in der Rundfunk-Abteilung. So gelangte er 1945 mit den siegreichen Streitkräften der Alliierten auch wieder nach Deutschland. Nach Kriegsende arbeitete er 1945–1949 weiter für die US-Army, nun als Historiker. An die Universität München kehrte er im Wintersemester 1949/50 als Gastprofessor zurück. Ab 1951 war er für das amerikanische Außen- und Verteidigungsministerium in Washington als Berater tätig.
1955 erschien die unter dem Namen George W. F. Hallgarten veröffentlichte Studie Hitler, Reichswehr und Industrie, die zwei Aufsätze umfasste: einen über Hugo Stinnes, Hans von Seeckt und Adolf Hitler 1922/23 und einen über Hitler und die deutsche Schwerindustrie 1931–1933. Mit diesem Buch begann eine langjährige Kontroverse mit dem Historiker Henry Ashby Turner über die Frage, welche Rolle deutsche Industrielle beim Aufstieg Hitlers gespielt haben. Hallgarten betonte jeweils die Details, die eine starke Rolle der Industriellen nahelegten, und Turner die Aspekte, die auf eine schwache Rolle der Industriellen hindeuteten.
Als Gastprofessor lehrte Hallgarten 1965 in Indien und Japan, 1967 in Rom und München sowie in Frankfurt, Hamburg und Berlin, 1968/69 an der University of New Mexico in Albuquerque, 1970/71 an der University of Dayton im US-Bundesstaat Ohio und 1971/72 an der University of North Carolina in Charlotte.
1974 veröffentlichten Hallgarten und Joachim Radkau das Überblickswerk Deutsche Industrie und Politik von Bismarck bis heute, in dem Hallgarten über die Zeit bis 1933, Radkau über die Zeit von 1933 bis 1968 schrieben. Laut Gerhard Schreiber leistete dieses „bemerkenswerte, wenn auch nicht unumstrittene Buch“ einen wichtigen Beitrag über die Interdependenzen von Politik und Industrie. Die Deutsche Bank übte 1976 nach Hallgartens Tod Druck auf die Geschäftsführung der Europäischen Verlagsanstalt aus und setzte durch, dass einige Passagen des Werkes über die Rolle der Deutschen Bank im Vorfeld des Zweiten Weltkriegs sowie über die Rolle von Hermann Josef Abs beim Luxemburger Abkommen von 1952 („Wiedergutmachung“ für Israel) geschwärzt wurden. Auch in der 1981 bei Rowohlt erschienenen Taschenbuchausgabe des Werkes blieben die Passagen zensiert.

## Schriften (Auswahl)
- Studien über die deutsche Polenfreundschaft in der Periode der Märzrevolution. Oldenbourg, München 1928 [Druckversion der Dissertation von 1924].
- „Fremdheitskomplex“ und Übernationalismus. Beiträge zur Sozialgeschichte der deutschen Rassenideologie. In: Zeitschrift für Freie Deutsche Forschung 1, 1938, Heft 1, S. 82–108.
- Imperialismus vor 1914. Die soziologischen Grundlagen der Außenpolitik europäischer Großmächte vor dem Ersten Weltkrieg. 2 Bände, 2. Aufl., C. H. Beck, München 1963 [1. Aufl. 1951 unter dem Untertitel: Theoretisches. Soziologische Skizzen der außenpolitischen Entwicklung in England und Frankreich. Soziologische Darstellung der deutschen Außenpolitik bis zum ersten Weltkrieg].
  - [zuvor deutlich kürzer als:] Vorkriegsimperialismus. Die soziologischen Grundlagen der Außenpolitik europäischer Großmächte bis 1914. Éditions Météore, Paris 1935.
- Why Dictators? The Causes and Forms of Tyrannical Rule since 600 B.C. Macmillan, New York 1954.
  - [deutsch erweitert als:] Dämonen oder Retter? Eine kurze Geschichte der Diktatur seit 600 vor Christus. Europäische Verlagsanstalt, Frankfurt am Main 1957; rückübersetzt als: Devils or Saviours. A History of Dictatorship since 600 B.C. Translated from the German by Gavin Gibbons. O. Wolff, London 1960.
- Mein Mitschüler Heinrich Himmler. Eine Jugenderinnerung. In: Germania Judaica. Bulletin der Kölner Bibliothek zur Geschichte des deutschen Judentums, 1. Jg., 1960/61, H. 2, S. 4–7.
- Hitler, Reichswehr und Industrie. Zur Geschichte der Jahre 1918–1933. 3. Aufl., Europäische Verlagsanstalt, Frankfurt am Main 1962 [1. Aufl. 1955].
- Das Wettrüsten. Seine Geschichte bis zur Gegenwart. Europäische Verlagsanstalt, Frankfurt am Main 1967.
- Das Schicksal des Imperialismus im 20. Jahrhundert. Drei Abhandlungen über Kriegsursachen in Vergangenheit und Gegenwart. Europäische Verlagsanstalt, Frankfurt am Main 1969.
- Als die Schatten fielen. Erinnerungen vom Jahrhundertbeginn zur Jahrtausendwende. Ullstein, Frankfurt am Main 1969.
- mit Joachim Radkau: Deutsche Industrie und Politik von Bismarck bis heute, Europäische Verlagsanstalt, Frankfurt am Main 1974, ISBN 3-434-00220-0.
  - [als Taschenbuch:] Deutsche Industrie und Politik von Bismarck bis in die Gegenwart. Rowohlt, Reinbek bei Hamburg 1981, ISBN 3-499-17450-2; überarb. Neuaufl., Athenäum, Frankfurt am Main 1986, ISBN 3-434-46081-0.